# Кель-Баші (перевал)

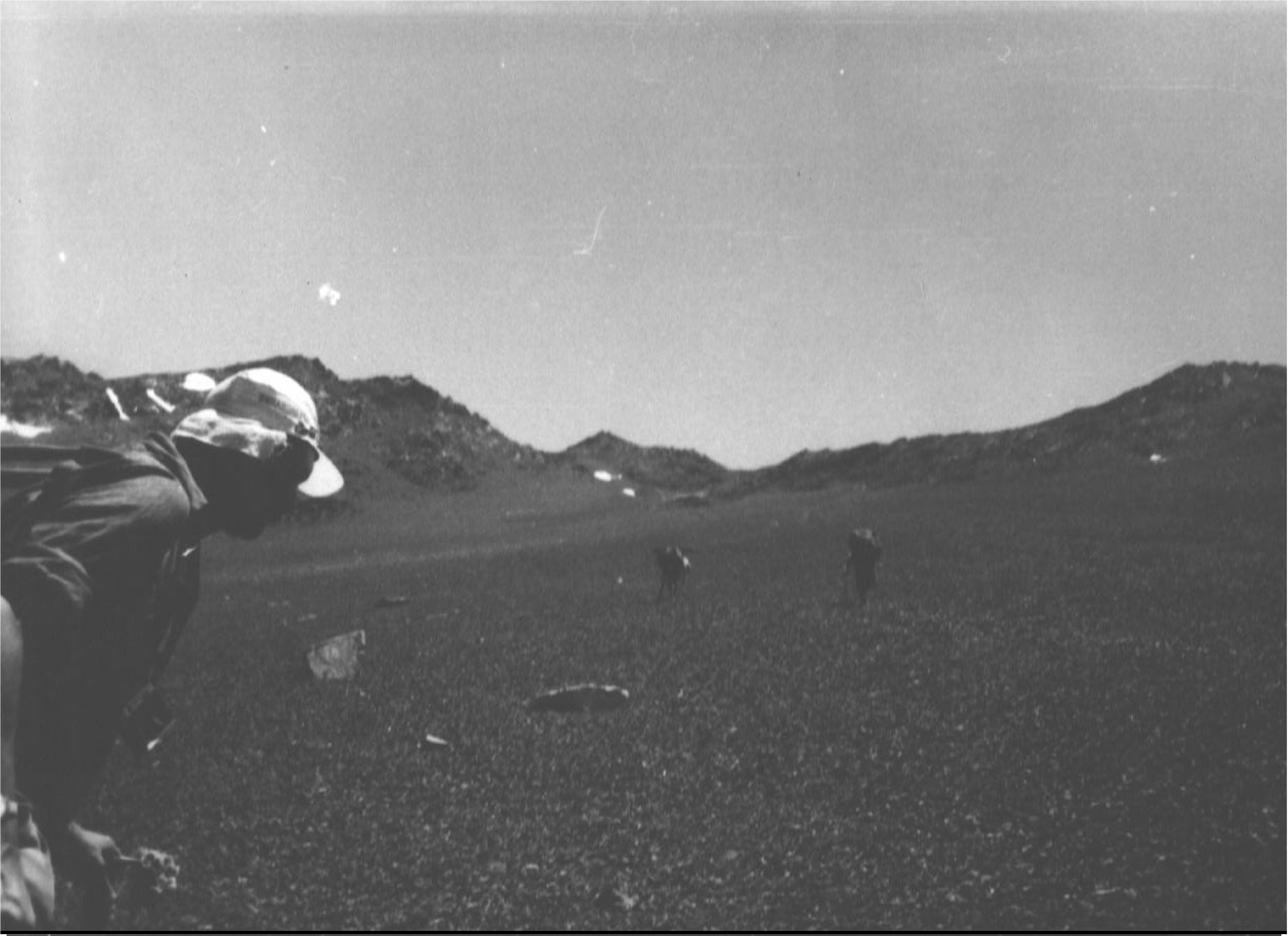
Шлях на перевал Кель-Баші (Кель). Ліворуч — майстер спорту зі спортивного туризму Вадим Сердюк, Запоріжчина.

Кель-Баші, Кель — скельний і скельно-осиповий гребінь. Складність сходження — 1А. Висота 3600 м. Район Безенгійської стіни. Шквальний вітер на гребені. Бівуак на перевалі — зі східної сторони від гребеня, біля маленького озера.
Через перевали Кель-Баші — Верхній Цанер — перевал Сімох іде шлях з Безенгійської ущелини до Верхньої Сванетії.
Розташований в південно-східному відрогу вершини Ортокара і веде з льодовика Безенгі (від Баран-коша) на льодовик Кель-Баші.